# Camponotus coloratus
Camponotus coloratus es una especie de hormiga del género Camponotus, tribu Camponotini. Fue descrita científicamente por Forel en 1904.
Se distribuye por Colombia, Costa Rica, Ecuador, Guayana Francesa, Guyana, México, Panamá y Paraguay. Se ha encontrado a elevaciones de hasta 800 metros. Vive en microhábitats como la vegetación baja, hojarasca, tocones y debajo de piedras.